# Джордан, Пэт
Пэт Джордан (англ. Pat Jordan; 17 июля 1928, Челси, Лондон — 1 сентября 2001, Линкольн) — британский троцкист, одна из ключевых фигур в Международной марксистской группе, британской секции Четвертого интернационала в 1960—1980-е годы.

## Краткая биография
Джордан работал в качестве организатора Коммунистической партии Великобритании в Ноттингеме. После советского вторжения в Венгрию в 1956 году вместе с Кен Коатсом покинул компартию. Недолгого пробыв в группе «Socialist Review», они в 1957 году вступили в Революционную социалистическую лигу (РСЛ). Джордан стал организационным секретарем РСЛ. Затем он вместе с Коатсом и своими сторонниками вышел из РСЛ и создал Интернационалистскую группу, базировавшуюся все в том же Ноттингеме. Там он редактировал и печатал еженедельный журнал «The Week», издававшейся в виде брошюры.
Работая вместе с Тони Соутхоллом (Tony Southall), Чарли ван Гельдереном, Кеном Коатсом и группой студентов Ноттингемского университета, Джордан сформировал Международную группу, которая в 1968 году превратилась в Международную марксистскую группу (ММГ). Он помогал строить отношения между Четвёртым интернационалом и журналом «New Left Review». В 1970-е годы Пэт Джордан, будучи фулл-таймером (освобожденным работником), занимал пост национального секретаря ММГ. Также редактировал издававшийся группой журнал «International». В начале 1970-х годов фактически уступил руководство организацией более радикальным активистам.
В 1985 году Пэт Джордан вследствие болезни отошёл от активной политической деятельности. Умер 1 сентября 2001 года.